# Dounaïvtsi (commune urbaine)
Dounaïvtsi (ukrainien : Дунаївці, russe : Дунаевцы) est une commune urbaine de l'oblast de Khmelnytskyï, en Ukraine. Elle compte 2 326 habitants en 2021.